# مارتن كورتني
مارتن كورتني (بالإنجليزية: Martin Courtney)‏ هو مغني أمريكي، ولد في 28 سبتمبر 1985 في نيوجيرسي في الولايات المتحدة.

## وصلات خارجية
- مارتن كورتني على موقع ميوزك برينز (الإنجليزية)
- مارتن كورتني على موقع أول ميوزيك (الإنجليزية)
- مارتن كورتني على موقع ديسكوغز (الإنجليزية)